# Yoshiki Okamoto
Yoshiki Okamoto (岡本 吉起 Okamoto Yoshiki?), nacido en 1961 en Japón, es un creador de videojuegos conocido por su trabajo en las series Street Fighter II y Resident Evil.
En 1981, fue contratado como ilustrador por Konami, donde se encargara de concebir los pósteres de los videojuegos. Pronto tuvo la experiencia necesaria para realizar un juego de vuelo, pero no llegó a apreciar el concepto del juego y realizó en secreto Time Pilot (1982) que se convertiría en el estándar de  shoot them up.
En 1983, dejó Konami para unirse a Capcom, que era por aquel entonces una pequeña empresa, y trabajó en el departamento de juegos de arcade.
A partir de 1996, obtiene el cargo de director ejecutivo de la compañía Flagship, especializada en la creación de escenarios para videojuegos. Era el COO (Chief Operating Officer, director operacional) de Capcom cuando abandonó la empresa.
En julio de 2003, funda Game Republic y asume los cargos de presidente y director ejecutivo.

## Juegos de Yoshiki Okamoto
| Año  | Título                                                  | Rol en el juego                                           |
| ---- | ------------------------------------------------------- | --------------------------------------------------------- |
| 1982 | Time Pilot                                              | (concepción del juego)                                    |
| 1983 | Gyruss                                                  | (concepción del juego)                                    |
| 1984 | 1942                                                    | (concepción, programación)                                |
| 1984 | Higemaru - Pirate Ship                                  | (concepción del juego)                                    |
| 1985 | Gun.Smoke                                               | (concepción del juego) (bajo el nombre de Kihaji Okamoto) |
| 1986 | Side Arms - Hyper Dyne                                  | (concepción del juego) (bajo el nombre de Kihaji Okamoto) |
| 1987 | 1943: The Battle of Midway                              | (productor) (bajo el nombre de Kikaji O.)                 |
| 1988 | 1943 Kai: Midway Kaisen                                 | (productor) (bajo el nombre de Kikaji O.)                 |
| 1988 | Forgotten Worlds                                        | (concepción del juego) (bajo el nombre de Kihaji Okamoto) |
| 1988 | Mahjong Gakuen                                          | (productor, desiñador)                                    |
| 1989 | Dynasty Wars                                            | (productor) (bajo el nombre de Kihaji Okamoto)            |
| 1989 | Pang (director)                                         | (bajo el nombre de Kihaji Okamoto)                        |
| 1989 | U.N. Squadron (director)                                | (bajo el nombre de Kihaji Okamoto)                        |
| 1989 | Willow                                                  | (director) (bajo el nombre de Kihaji Okamoto)             |
| 1990 | 1941: Counter Attack                                    | (director) (bajo el nombre de Kihaji Okamoto)             |
| 1990 | Chiki Chiki Boys                                        | (director) (bajo el nombre de Kihaji Okamoto)             |
| 1990 | Magic Sword - Heroic Fantasy                            | (concepción del juego)                                    |
| 1990 | Nemo                                                    | (director)                                                |
| 1991 | Three Wonders                                           | (director) (bajo el nombre de Kihaji Okamoto)             |
| 1992 | Varth - Operation Thunderstorm                          | (director, productor) (bajo el nombre de Kihaji Okamoto)  |
| 1993 | Eco Fighters                                            | (productor) (bajo el nombre de Yokamoto)                  |
| 1994 | Armored Warriors                                        | (director) (bajo el nombre de Kihaji Okamoto)             |
| 1995 | Night Warriors - Darkstalkers' Revenge                  | (productor) (bajo el nombre de Kihaji Okamoto)            |
| 1995 | Pang! 3                                                 | (supervisor) (bajo el nombre de Kihaji Okamoto)           |
| 1995 | Street Fighter - The Movie                              | (productor ejecutivo)                                     |
| 1996 | Mega Man 8: Anniversary Edition                         | (productor ejecutivo)                                     |
| 1996 | Star Gladiator Episode 1: Final Crusade                 | (productor general)                                       |
| 1996 | Super Puzzle Fighter II Turbo                           | (supervisor)                                              |
| 1997 | Battle Circuit                                          | (productor general)                                       |
| 1997 | Capcom Sports Club                                      | (productor general)                                       |
| 1997 | Marvel Super Heroes vs. Street Fighter                  | (productor ejecutivo)                                     |
| 1997 | Mega Man Battle & Chase                                 | (productor ejecutivo)                                     |
| 1997 | Mega Man X4                                             | (productor ejecutivo)                                     |
| 1997 | Rival Schools: United by Fate                           | (productor ejecutivo)                                     |
| 1997 | Super Gem Fighter - Mini Mix                            | (productor ejecutivo)                                     |
| 1997 | Vampire Savior - The Lord of Vampire                    | (productor general)                                       |
| 1997 | Vampire Savior 2 - The Lord of Vampire                  | (productor general)                                       |
| 1998 | Darkstalkers 3: Vampire Savior                          | (productor ejecutivo)                                     |
| 1998 | Marvel vs. Capcom: Clash of Super Heroes                | (productor ejecutivo)                                     |
| 1998 | Megaman & Bass                                          | (productor ejecutivo)                                     |
| 1998 | Resident Evil 2                                         | (supervisor)                                              |
| 1998 | Street Fighter Alpha 3                                  | (productor general)                                       |
| 1998 | Street Fighter III - Second Impact: Giant Attack        | (productor general)                                       |
| 1999 | Dino Crisis                                             | (supervisor)                                              |
| 1999 | Gigawing                                                | (productor ejecutivo)                                     |
| 1999 | JoJo's Bizarre Adventure                                | (productor ejecutivo)                                     |
| 1999 | Magical Tetris Challenge                                | (productor ejecutivo)                                     |
| 1999 | The Misadventures of Tron Bonne                         | (productor ejecutivo)                                     |
| 1999 | Power Stone                                             | (productor ejecutivo)                                     |
| 1999 | Resident Evil 3: Nemesis                                | (supervisor)                                              |
| 1999 | SNK vs. Capcom: The Match of the Millennium             | (supervisor)                                              |
| 1999 | Street Fighter III - Third Strike: Fight for the Future | (productor general)                                       |
| 1999 | Strider 2                                               | (productor general)                                       |
| 2000 | Capcom vs. SNK: Millennium Fight 2000                   | (productor ejecutivo)                                     |
| 2000 | Marvel vs. Capcom 2: New Age of Heroes                  | (productor ejecutivo)                                     |
| 2000 | Mega Man X5                                             | (productor ejecutivo)                                     |
| 2000 | Power Stone 2                                           | (productor ejecutivo)                                     |
| 2000 | Project Justice                                         | (productor ejecutivo)                                     |
| 2000 | Resident Evil: Code Veronica                            | (supervisor)                                              |
| 2000 | Spawn: In the Demon's Hand                              | (productor ejecutivo)                                     |
| 2000 | Tech Romancer                                           | (productor ejecutivo)                                     |
| 2000 | Vampire Chronicle for Matching Service                  | (productor ejecutivo)                                     |
| 2001 | Capcom vs. SNK 2: Millionaire Fighting 2001             | (productor ejecutivo)                                     |
| 2001 | Heavy Metal Geomatrix                                   | (productor ejecutivo)                                     |
| 2001 | The Legend of Zelda: Oracle of Ages                     | (productor)                                               |
| 2001 | The Legend of Zelda: Oracle of Seasons                  | (productor)                                               |
| 2001 | Mega Man X6                                             | (productor ejecutivo)                                     |
| 2001 | Megaman Xtreme                                          | (productor ejecutivo)                                     |
| 2001 | Mega Man XTreme 2                                       | (productor ejecutivo)                                     |
| 2001 | Super Street Fighter II: Turbo Revival                  | (productor ejecutivo)                                     |
| 2002 | Auto Modellista                                         | (productor ejecutivo)                                     |
| 2002 | JoJo's Bizarre Adventure: Golden Wind                   | (productor ejecutivo)                                     |
| 2002 | The Legend of Zelda: The Four Swords Quest              | (productor)                                               |
| 2003 | Breath of Fire: Dragon Quarter                          | (supervisor)                                              |
| 2003 | Devil May Cry 2                                         | (productor ejecutivo)                                     |
| 2005 | Genji: Dawn of the Samurai                              | (director ejecutivo)                                      |
| 2006 | Every Party                                             |                                                           |
| 2006 | Genji: Days of the Blade                                |                                                           |
| 2007 | Folklore                                                | (director y productor)                                    |